# ريغينا فريتش
ريجينا فريتش (بالألمانية: Regina Fritsch) (و. 1964 – م) هي ممثلة، وممثلة مسرحية، وممثلة أفلام من النمسا .

## جوائز
حصلت على جوائز منها:
- جائزة نستروي [الإنجليزية]‏.

## روابط خارجية
- ريجينا فريتش على موقع IMDb (الإنجليزية)
- ريجينا فريتش على موقع مونزينجر (الألمانية)
- ريجينا فريتش على موقع ألو سيني (الفرنسية)
- ريجينا فريتش على موقع أول موفي (الإنجليزية)
- ريجينا فريتش على موقع قاعدة بيانات الفيلم (الإنجليزية)
- ريجينا فريتش على موقع كينوبويسك (الروسية)